# Manden fra Ørkenen
Manden fra Ørkenen er en amerikansk stumfilm fra 1922 af George Melford.

## Medvirkende
- Wanda Hawley som Muriel Blair
- Milton Sills som Daniel Lane
- Louise Dresser som Kate Bindane
- Jacqueline Logan som Lizette
- Robert Cain som Robert Barthampton
- Fenwick Oliver som Mr. Bindane
- Winter Hall